# Kazachs voetbalelftal in 2009
Het Kazachs voetbalelftal speelde in totaal zeven interlands in het jaar 2009, waaronder zes duels in de kwalificatiereeks voor het WK voetbal 2010 in Zuid-Afrika. De ploeg stond voor het tweede opeenvolgende jaar onder leiding van de Duitse bondscoach Bernd Storck. Op de in 1993 geïntroduceerde FIFA-wereldranglijst steeg Kazachstan in 2009 van de 133ste (januari 2009) naar de 125ste plaats (december 2009). Twee spelers kwamen in alle zeven duels in actie: Rinat Abdulin en Aleksandr Kislitsyn.

## Balans
| Wedstrijden | Wedstrijden | Wedstrijden | Wedstrijden | Doelpunten | Doelpunten | Doelpunten | Punten |
| Gespeeld    | Winst       | Gelijk      | Verlies     | Voor       | Tegen      | Saldo      | Punten |
| ----------- | ----------- | ----------- | ----------- | ---------- | ---------- | ---------- | ------ |
| 7           | 2           | 0           | 5           | 8          | 18         | –10        | 0.571  |

## Interlands
|                                                                  |         |                                         |            |                                                                                      |
| 11 februari Vriendschappelijk № 117 «onderlinge duels» 17:00 uur | Estland | 0 – 2                                   | Kazachstan | Mardan Sports Complex, Antalya Toeschouwers: 200 Scheidsrechter: Hüseyin Göçek (TUR) |
| 11 februari Vriendschappelijk № 117 «onderlinge duels» 17:00 uur |         | 28' Roeslan Baltiev 81' Roeslan Baltiev |            | Mardan Sports Complex, Antalya Toeschouwers: 200 Scheidsrechter: Hüseyin Göçek (TUR) |

|                                                            |                   |       | |                                                                               |
| 1 april WK-kwalificatie № 118 «onderlinge duels» 20:30 uur | Kazachstan        | 1 – 5 | Wit-Rusland                                                                                          | Centraal Stadion, Almaty Toeschouwers: 19.000 Scheidsrechter: Jiří Jech (CZE) |
| 1 april WK-kwalificatie № 118 «onderlinge duels» 20:30 uur | Rinat Abdulin 10' |       | 48' Aljaksandr Hleb 54' Timofei Kalachev 57' Ihar Stasevich 64' Timofei Kalachev 88' Vitali Rodionov | Centraal Stadion, Almaty Toeschouwers: 19.000 Scheidsrechter: Jiří Jech (CZE) |

|                                                           |            |                                                                               |          |                                                                                        |
| 6 juni WK-kwalificatie № 119 «onderlinge duels» 21:00 uur | Kazachstan | 0 – 4                                                                         | Engeland | Centraal Stadion, Almaty Toeschouwers: 24.000 Scheidsrechter: Kristinn Jakobsson (ISL) |
| 6 juni WK-kwalificatie № 119 «onderlinge duels» 21:00 uur |            | 40' Gareth Barry 45+1' Emile Heskey 72' Wayne Rooney 77' (pen.) Frank Lampard |          | Centraal Stadion, Almaty Toeschouwers: 24.000 Scheidsrechter: Kristinn Jakobsson (ISL) |

|                                                            |                                           |       |                       |                                                                                         |
| 10 juni WK-kwalificatie № 120 «onderlinge duels» 20:00 uur | Oekraïne                                  | 2 – 1 | Kazachstan            | Valeri Lobanovsky Stadion, Kiev Toeschouwers: 11.500 Scheidsrechter: Bruno Paixão (POR) |
| 10 juni WK-kwalificatie № 120 «onderlinge duels» 20:00 uur | Serhij Nazarenko 33' Serhij Nazarenko 47' |       | 19' Tanat Nusserbayev | Valeri Lobanovsky Stadion, Kiev Toeschouwers: 11.500 Scheidsrechter: Bruno Paixão (POR) |

|                                                                |                   |       |                                                                         |                                                                                    |
| 9 september WK-kwalificatie № 121 «onderlinge duels» 20:00 uur | Andorra           | 1 – 3 | Kazachstan                                                              | Comunal, Andorra la Vella Toeschouwers: 510 Scheidsrechter: Albert Toussaint (LUX) |
| 9 september WK-kwalificatie № 121 «onderlinge duels» 20:00 uur | Óscar Sonejee 70' |       | 14' Sergej Chizjnitsjenko 29' Roeslan Baltiev 35' Sergej Chizjnitsjenko | Comunal, Andorra la Vella Toeschouwers: 510 Scheidsrechter: Albert Toussaint (LUX) |

|                                                               |                                                                                   |       |            |                                                                                                |
| 10 oktober WK-kwalificatie № 122 «onderlinge duels» 18:00 uur | Wit-Rusland                                                                       | 4 – 0 | Kazachstan | Regionaal Sportcomplex Brestsky, Brest Toeschouwers: 10.000 Scheidsrechter: Saïd Ennjimi (FRA) |
| 10 oktober WK-kwalificatie № 122 «onderlinge duels» 18:00 uur | Maksim Bardachov 23' Timofei Kalachev 69' Leonid Kovel 86' Timofei Kalachev 90+3' |       |            | Regionaal Sportcomplex Brestsky, Brest Toeschouwers: 10.000 Scheidsrechter: Saïd Ennjimi (FRA) |

|                                                               |                           |       |                                          |                                                                                   |
| 14 oktober WK-kwalificatie № 123 «onderlinge duels» 21:30 uur | Kazachstan                | 1 – 2 | Kroatië                                  | Astana Arena, Astana Toeschouwers: 10.250 Scheidsrechter: Claudio Circhetta (SUI) |
| 14 oktober WK-kwalificatie № 123 «onderlinge duels» 21:30 uur | Sergej Chizjnitsjenko 26' |       | 10' Ognjen Vukojević 90+3' Niko Kranjčar | Astana Arena, Astana Toeschouwers: 10.250 Scheidsrechter: Claudio Circhetta (SUI) |

## FIFA-wereldranglijst
| JAN | FEB | MAR | APR | MEI | JUN | JUL | AUG | SEP | OKT | NOV | DEC |
| --- | --- | --- | --- | --- | --- | --- | --- | --- | --- | --- | --- |
| 133 | 140 | 130 | 136 | 137 | 132 | 133 | 130 | 136 | 121 | 119 | 125 |

## Statistieken
| Aleksandr Mokin       | 1981-06-19 | FK Ordabasy Şımkent | 5 | 1 | 0 |    |   |
| David Loria           | 1981-10-31 | Lokomotiv Astana    | 2 | 0 | 0 | 36 | 0 |
| Verdediging           |            |                     |   |   |   |    |   |
| Rinat Abdulin         | 1982-04-14 | Lokomotiv Astana    | 7 | 0 | 1 |    |   |
| Aleksandr Kislitsyn   | 1986-03-08 | Sjachtjor Karaganda | 7 | 0 | 0 |    |   |
| Aleksandr Kirov       | 1984-09-04 | FC Atıraw           | 6 | 0 | 0 |    |   |
| Yuriy Logvinenko      | 1988-07-22 | FK Aktobe           | 6 | 0 | 0 |    |   |
| Farkhadbek Irismetov  | 1981-08-10 | Tobol Kostanay      | 1 | 1 | 0 |    |   |
| Samat Smakov          | 1978-12-08 | FK Aktobe           | 1 | 0 | 0 |    |   |
| Andrey Travin         | 1979-04-27 | Zhetysu Taldykorgan | 0 | 1 | 0 |    |   |
| Middenveld            |            |                     |   |   |   |    |   |
| Zhambyl Kukeev        | 1988-09-20 | Lokomotiv Astana    | 6 | 1 | 0 |    |   |
| Andrei Karpovich      | 1981-01-18 | Lokomotiv Astana    | 6 | 0 | 0 |    |   |
| Tanat Nuserbaev       | 1988-01-01 | FK Ordabasy Şımkent | 5 | 1 | 1 |    |   |
| Roeslan Baltiev       | 1978-09-16 | Tobol Kostanay      | 4 | 1 | 3 |    |   |
| Evgeniy Averchenko    | 1982-04-06 | FK Aktobe           | 4 | 1 | 0 |    |   |
| Sergey Skorykh        | 1984-05-25 | Tobol Kostanay      | 4 | 1 | 0 |    |   |
| Vyacheslav Erbes      | 1988-01-14 | Vostok Oskemen      | 3 | 3 | 0 |    |   |
| Azat Nurgalijev       | 1987-07-01 | Tobol Kostanay      | 1 | 2 | 0 |    |   |
| Maksat Baizhanov      | 1984-08-06 | Lokomotiv Astana    | 1 | 0 | 0 |    |   |
| Sabyrkhan Ibraev      | 1988-03-22 | Tobol Kostanay      | 0 | 3 | 0 |    |   |
| Aanval                |            |                     |   |   |   |    |   |
| Sergej Chizjnitsjenko | 1991-07-17 | Vostok Oskemen      | 4 | 0 | 3 | 4  | 3 |
| Sergej Ostapenko      | 1986-02-23 | FK Aktobe           | 3 | 0 | 0 |    |   |
| Andrey Finonchenko    | 1982-06-21 | Sjachtjor Karaganda | 1 | 0 | 0 |    |   |
| Denis Malinin         | 1983-06-11 | Irtysj Pavlodar     | 0 | 1 | 0 |    |   |

KFF · A-internationals · Bondscoaches · Statistieken · Kazachs vrouwenelftal · Olympisch elftal · Kazachstan U21 · Kazachstan U20 · Kazachstan U19 · Kazachstan U18 · Kazachstan U17
1992 – 1999 · 2000 – 2009 · 2010 – 2019 · 2020 – 2029
1992 · 1993 · 1994 · 1995 · 1996 · 1997 · 1998 · 1999 · 2000 · 2001 · 2002 · 2003 · 2004 · 2005 · 2006 · 2007 · 2008 · 2009 · 2010 · 2011 · 2012 · 2013 · 2014 · 2015 · 2016 · 2017 · 2018 · 2019 · 2020 · 2021 · 2022 · 2023 ·
2024 · 2025
Albanië ·
Andorra ·
Armenië ·
Azerbeidzjan ·
Bahrein ·
België ·
Bosnië en Herzegovina ·
Bulgarije ·
Burkina Faso ·
China ·
Curaçao ·
Cyprus ·
Denemarken ·
Duitsland ·
Engeland ·
Estland ·
Faeröer ·
Finland ·
Frankrijk ·
Georgië ·
Griekenland ·
Hongarije · 
Ierland ·
IJsland ·
Irak ·
Iran ·
Japan ·
Jordanië ·
Kirgizië ·
Koeweit ·
Kroatië ·
Laos ·
Letland ·
Libanon ·
Libië ·
Liechtenstein ·
Litouwen ·
Litouwen ·
Luxemburg ·
Malta ·
Moldavië ·
Montenegro ·
Nederland ·
Nepal ·
Noord-Ierland ·
Noord-Korea ·
Noord-Macedonië ·
Noorwegen ·
Oekraïne ·
Oezbekistan ·
Oman ·
Oostenrijk ·
Pakistan ·
Palestina ·
Polen ·
Portugal ·
Qatar ·
Roemenië ·  
Rusland ·
San Marino ·
Saoedi-Arabië ·
Schotland ·
Servië ·
Singapore ·
Slovenië ·
Slowakije ·
Syrië ·
Tadzjikistan ·
Thailand ·
Tsjechië ·
Turkmenistan ·
Turkije ·
Verenigde Arabische Emiraten ·
Vietnam ·
Wales ·
Wit-Rusland ·
Zuid-Korea ·
Zweden